# Thập niên 1720

Thập niên 1970

Thập niên 1720 là thập niên diễn ra từ năm 1720 đến 1729.

## Chính trị và chiến tranh

### Chiến tranh
- Chiến tranh Dummer ở Maine (1722)
- Chiến tranh Nga-Ba Tư (1722–1723)
- Chiến tranh Thổ Nhĩ Kỳ-Ba Tư (1722–1727)
- Chiến tranh Fox (1728–1737)

## Nhân vật

### Lãnh tụ thế giới
- Louis XV, Vua của Pháp (tại vị từ 1715 đến 1774)
- Charles VI, đế quốc La Mã thần thánh (1711–1740)
- Frederick William I của Phổ, Vua của Phổ
- Shah của Nhà Safavid ở Ba Tư

1. Husayn (Safavid), 1694–1722
2. Tahmasp II, 1723–1732

- George I (tại vị từ 1714 đến 1727)
- George II King of Great Britain (king from 1727 to 1760)
- Philip V Vua Tây Ban Nha (tại vị từ 1700 đến 1746)
- Bhonsle Dynasty of the Marathas

1. Shahu

- Peshwa của Marathas

1. Baji Rao I

- Muhammad Shah(Đế quốc Mogul)